# بليك ميلز
بليك ميلز (بالإنجليزية: Blake Mills)‏ هو مغن مؤلف وموسيقي أمريكي، ولد في 21 سبتمبر 1986 في كاليفورنيا في الولايات المتحدة.

## وصلات خارجية
- الموقع الرسمي
- بليك ميلز على موقع ميوزك برينز (الإنجليزية)
- بليك ميلز على موقع أول ميوزيك (الإنجليزية)
- بليك ميلز على موقع ديسكوغز (الإنجليزية)